# 현화초등학교
현화초등학교는 대한민국 경기도 평택시에 있는 공립 초등학교이다.

## 학교 연혁
- 1998.01.15 현화초등학교 설립 인가
- 1999.08.17 현화초등학교 교사 준공(2층)
- 2000.03.01 개교(7학급 편성) 초대 원양식 교장선생님 부임
- 2000.07.10 학교 급식 개시
- 2001.02.18 제1회 졸업식(29명)
- 2001.03.01 13학급 편성
- 2001.10.05 36개 교실 완공(4,5층 내부시설 완공)
- 2008.03.01 42학급 편성(유치원 2학급, 특수학급 2학급)
- 2009.09.23 현화느티울 도서관 개관
- 2010.03.01 41학급 편성(특수학급 2학급)
- 2010.07.30 잉글리시 존(English Zone) 완공
- 2010.08.18 2층 교실바닥 교체 공사 완공
- 2010.09.03 ‘현화장미울’ 체육관 개관식
- 2013.02.15 제13회 졸업식(223명, 계 2,141명)
- 2013.03.01 36학급(특수학급 2학급, 유치원 3학급)
- 2013.09.01 제6대 강규영 교장선생님 부임
- 2014.02.14 제14회 졸업식(197명)
- 2015.03.02 입학식(150명: 남70, 여80)
- 2015.03.02 34학급(특수학급3학급, 유치원3학급)